# 清水達也 (内野手)
清水 達也（しみず たつや、1964年6月10日 - ）は、埼玉県出身の大学野球監督、元社会人野球選手（内野手）。右投右打。

## 経歴・人物
現役時代は内野手としてプレー。上尾高校時代は3年春にセンバツへ出場。中央大学では宮井勝成監督の下でプレー。3年秋から2部リーグとなるが4年秋に優勝すると東農大との入替戦では大学最後となる打席で逆転サヨナラ本塁打を放ち1部昇格を決めた。2学年上に岡部明一、2学年下に笘篠賢治がいた。卒業後は河合楽器でプレーし、都市対抗野球大会には11年連続出場を果たす。
現役引退翌年の1999年2月より、母校・中央大学の監督に就任。就任当時、東都大学野球連盟2部所属だった同部だが、その年の春、阿部慎之助、花田真人らを擁して2部優勝し、入替戦を経て11年ぶりの1部昇格を達成。2004年秋には亀井義行、会田有志、新田玄気、井坂亮平、中澤雅人、村田和哉らを育てて、25年ぶりとなる1部優勝を果たした。しかし、2005年秋に2部へ降格。1部再昇格を果たせぬまま、2008年からは監督からコーチに異動となり、新たに監督に就任した元プロの高橋善正や秋田秀幸をサポートし続けた。
秋田の監督退任により、2017年より同部監督に10年ぶりに復帰。就任挨拶で「ただ強いだけではなく、強くていい野球部になろう」と選手たちに言い、技術以外の面での意識改革を徹底させた。再就任2年目の2018年は春秋2連続で1部最下位に甘んじたが、2019年春に準優勝し、秋には15年ぶりの1部優勝を果たした。